# Pedernales (miasto w Dominikanie)
Pedernales – miasto i gmina na Dominikanie; stolica prowincji Pedernales.

## Opis
Miasto założone zostało w 1927 roku, obecnie zajmuje powierzchnię 134,98 km² i liczy 13 077 mieszkańców 1 grudnia 2010. W mieście funkcjonuje Port lotniczy Cabo Rojo.

## Miasta partnerskie
- Villagonzalo Pedernales